# Juan Bautista Arismendi (paroisse civile)
Pour les articles homonymes, voir Arismendi.
Juan Bautista Arismendi est l'une des cinq paroisses civiles de la municipalité de Casacoima dans l'État de Delta Amacuro au Venezuela. Sa capitale est Piacoa.

## Géographie

### Démographie
Hormis sa capitale Piacoa, la paroisse civile possède plusieurs localités :
- La Fe
- Los Manacales
- Piacoa
- Pueblo Casacoima
- Río de Piedra